# Musica 80
Musica 80 fu una rivista musicale a cadenza mensile nata a Milano nel 1980. La rivista fu la naturale prosecuzione del precedente semestrale Almanacco musica diretta da Franco Bolelli con il supporto di Riccardo Bertoncelli, ed era vicina ai movimenti punk rock e New wave che trattava con linguaggio colto assieme alle musiche più avanguardiste e sperimentali, fino alla scena del creative jazz.

## Storia della rivista

### 1979: Origini di Musica 80 nell'Almanacco musica
Se negli anni '70 riviste come Muzak o Gong avevano cercato di innovare la critica musicale, uscendo da un certo linguaggio giovanilistico proprio delle prime riviste musicali come Ciao amici, Big e Giovani, e trattando generi musicali di maggior complessità come il rock progressivo, al free jazz, alla musica sperimentale, con l'arrivo del punk del '77 e delle nuove ondate musicali, in molti sentirono l'esigenza di percorrere strade editoriali nuove. Su questa linea Franco Bolelli e Riccardo Bertoncelli intrapresero il nuovo semestrale Almanacco musica (Il Formichiere editore), una pubblicazione a metà tra rivista e volume antologico che mescolava giovani firme, a giornalisti musicali della generazione pretendete, ma anche musicisti sperimentali come Alvin Curran ad intellettuali legati al movimento del Settantasette come Franco Berardi e Renato De Maria, ognuno dei quali dava alla rivista un'aura inconsueta, trattando argomenti popolari con linguaggio intellettuale e colto.
Il primo numero di Almanacco musica uscì così nell'estate del 1979 al costo di 5000 lire, con una pubblicazione di 118 pagine dedicata a Demetrio Stratos e la veste grafica era curata Enrico Sempi sul caratteristico formato di 25x22.
Il secondo ed ultimo numero uscì nell'inverno del 1979 con lo stesso numero di pagine e lo stesso formato, mentre la copertina era dedicata a Brian Eno, con articoli su Robert Fripp, Patty Smith e sulla No Wave.
Dalle ceneri di Almanacco musica nacque poi la rivista Musica 80.

### 1980: Nasce Musica 80
Il primo numero di Musica 80 uscì nel febbraio del 1980 al costo di 1500 lire ed era composto da 56 pagine. La rivista era diretta da Franco Bolelli e vedeva nella redazione tra gli altri Riccardo Bertoncelli, Éric Alliez, Franco Berardi, Gianni Sassi, e come collaboratori Ernesto Assante, Stefano Benni, Renato De Maria, Mario Gamba, Claudio Lolli e Filippo Scozzari. Se la linea editoriale ed il registro linguistico ripercorrevano le linee di Almanacco musica, trattando nel primo numero articoli riguardanti la no wave, David Byrne, Anthony Braxton, ed interviste a James Chance, Devo, Francis Coppola e Braxton, la veste grafica era affidata a membri della casa occupata bolognese Traumfabrik (che per l'occasione si chiamò Topographic) tra cui Giorgio Lavagna, già cofondatore dei Gaznevada, Nicola Corona di Frigidaire, Giampiero Huber degli Stupid Set che realizzavano perlopiù copertine e grafiche minimali composte da colori primari, sperimentando con la prima computer grafica, ed interpretando perfettamente lo spirito di quei tempi. La rivista segnò una presa di distanza dalle precedenti riviste musicali come Ciao 2001 o Il mucchio selvaggio, anticipando nei temi e nei modi quel che Vincenzo Sparagna ed il suo gruppo farà con Frigidaire.
In questo primo periodo poi la rivista sviluppò progetti paralleli ed eventi come la produzione a marchio Film 80 del film New York Music New York di Paul Tschinkel, presentato tra l'altro in una casa occupata del quartiere San Siro di Milano, che presentava la scena punk rock e post-punk newyorkese con autori come Ramones, James Chance, Lydia Lunch, Modell Citizen e Suicide.
Nei numeri successivi passarono per la testata altre firme che diverranno poi famose nella critica musicale e non  solo, e tra queste Claudio Sorge, futuro fondatore e direttore di Rumore, Freak Antoni degli Skiantos, Maurizio Torrealta, in seguito dedicatosi al giornalismo televisivo al fianco di Michele Santoro.